# USA:s beteckningssystem för militära flygsystem
USA:s försvarsmakten använder sedan 1962 en enhetlig nomenklatur för att beteckna sina militära flygsystem, det så kallade The 1962 United States Tri-Service aircraft designation system. Genom detta får alla flygsystem en enhetlig beteckning oavsett ifall de opereras av USA:s flygvapen, flotta, armé eller kustbevakning.

## Nomenklatur
Luftfartygets beteckning skapas genom följande syntax:

| Statusprefix | Modifierad uppdragstyp | Grundläggande uppdragstyp | Flygtyp | - | Designnummer | Version | Namn |

Fetmarkerad text anger de obligatoriska uppgifter som alltid måste anges (finns undantag). Ifall inte luftfartyget är ett flygplan (fixwing) så skall "Flygtyp" anges. Till beteckningen tillkommer ofta ett namn i slutet (vilket egentligen inte tillhör syntaxen).

### Statusprefix
Används på luftfartyg som inte opereras på "vanligt sätt", såsom flygutprovning, experiment och utveckling:
| G | : | Ej flygduglig (1)     | - | (Permanently grounded)    |
| J | : | Temporära tester (2)  | - | (Special test, temporary) |
| N | : | Permanenta tester (3) | - | (Special test, permanent) |
| X | : | Experiment            | - | (Experimental)            |
| Y | : | Prototyp              | - | (Prototype)               |
| Z | : | Design (4)            | - | (Planning)                |

(1)Luftfartyget kan användas för markträning.

(2) Testkonfiguration där testutrusningen kommer att monteras bort efter försöken.

(3) Testkonfiguration där det inte är ekonomiskt eller praktiskt möjligt att återställa till grundkonfigurationen.

(4) Koden används inte längre, var avsedd för luftfartyg "på ritbordet".

### Modifierad uppdragstyp
Anger en ytterligare uppdragstypen som bygger vidare på den grundläggande uppdragstypen (se nedan) och är ofta en modifiering av grundflygplanet:

| A | : | Attack (luft-till-mark)                                | - | (Attack)                                                                              |
| C | : | Tyngre transport                                       | - | (Cargo)                                                                               |
| D | : | Leda obemannad luftfarkost                             | - | (Drone director)                                                                      |
| E | : | Elektronisk krigföring Stridsledning och luftbevakning | - | (Special electronic installation)                                                     |
| F | : | Jakt (luft-till-luft)                                  | - | (Fighter)                                                                             |
| H | : | Räddning/MEDEVAC                                       | - | (Search and rescue/MEDEVAC)                                                           |
| K | : | Lufttankning                                           | - | (Tanker)                                                                              |
| L | : | Arktiskt/antarktiskt anpassad                          | - | (Cold weather)                                                                        |
| M | : | Multi-uppdrag                                          | - | (Multi-mission, 1977-) [1973–1976: Mine countermeasures] [1962–1972: Missile carrier] |
| O | : | Taktisk observation                                    | - | (Observation)                                                                         |
| P | : | Sjöövervakning                                         | - | (Maritime patrol)                                                                     |
| Q | : | Obemannad luftfarkost                                  | - | (Drone)                                                                               |
| R | : | Foto- och signalspaning                                | - | (Reconnaissance)                                                                      |
| S | : | Ubåtsjakt                                              | - | (Antisubmarine)                                                                       |
| T | : | Skolflygning                                           | - | (Trainer)                                                                             |
| U | : | Lättare transport                                      | - | (Utility)                                                                             |
| V | : | Speciell passagerartransport                           | - | (VIP)                                                                                 |
| W | : | Meteorologisk                                          | - | (Weather)                                                                             |

### Grundläggande uppdragstyp
Anger den grundläggande uppdragstyp som luftfartyget är konstruerat för:

| A | : | Attack (luft-till-mark)                                 | - | (Attack)                          |
| B | : | Bomb                                                    | - | (Bomber)                          |
| C | : | Tyngre transport                                        | - | (Cargo)                           |
| E | : | Elektronisk krigföring Stridsledning- och luftbevakning | - | (Special electronic installation) |
| F | : | Jakt (luft-till-luft)                                   | - | (Fighter)                         |
| L | : | Laserplattform                                          | - | (Laser)                           |
| O | : | Taktisk observation                                     | - | (Observation)                     |
| P | : | Sjöövervakning                                          | - | (Maritime patrol)                 |
| R | : | Foto- och signalspaning                                 | - | (Reconnaissance)                  |
| S | : | Ubåtsjakt                                               | - | (Antisubmarine)                   |
| T | : | Flygträning                                             | - | (Trainer)                         |
| U | : | Lättare transport                                       | - | (Utility)                         |
| X | : | Experiment                                              | - | (Research)                        |

### Flygtyp
Om luftfartyget inte är något "vanligt" flygplan, så specificerar man vilken typ av luftfartyg det är:
| D | : | Markkontrollstation för Obemannad luftfarkost (1) | - | (Unmanned Aerial Vehicle control segments) |
| G | : | Glidflygplan                                      | - | (Glider)                                   |
| H | : | Helikopter                                        | - | (Helicopter)                               |
| Q | : | Obemannad luftfarkost                             | - | (Unmanned Aerial Vehicle, UAV)             |
| S | : | Rymdflygplan (2)                                  | - | (Spaceplane)                               |
| V | : | VTOL / STOL                                       | - | (VTOL / STOL)                              |
| Z | : | Aerostat                                          | - | (Lighter-Than-Air Vehicle)                 |

(1) Markkontrollstationen till UAV är inte något flygplan, utan markutrustning som används för att styra UAV:n.

(2) En farkost som fungerar som ett flygplan i atmosfären och som en rymdfarkost i rymden. Den enda flygfarkost som har betecknats som Rymdflygplan är den föreslagna designen "MS-1A".

### Designnummer
Är den officiella beteckningen för luftfartyg och är ett löpnummer i "Mission Design Series" (MDS) som tilldelas i dess designfas. (Undantag från denna regel finns, t.ex. Boeing KC-767)

### Version
Olika versioner av samma grundfarkost särskiljs med ett bokstavssuffix som börjar på "A" och fortsätter sedan i alfabetet. Dock används inte bokstäverna "I" samt "O", då dessa kan sammanblandas med siffrorna "1" samt "0".

### Namn
Är en inofficiell benämning på luftfartyget som används vid kommunikation med allmänheten och massmedia.

## Exempelmatris
| Statusprefix | Alternativ uppdragstyp | Uppdragstyp | Flygtyp |   | Nummer | Version | Namn     | = | Beteckning      |
| ------------ | ---------------------- | ----------- | ------- | - | ------ | ------- | -------- | - | --------------- |
| Y            |                        | F           |         | - | 23     |         |          |   | YF-23           |
|              | E                      | A           |         | - | 6      | B       | Prowler  |   | EA-6B Prowler   |
|              |                        | A           |         | - | 6      |         | Intruder |   | A-6 Intruder    |
|              |                        | C           | H       | - | 47     |         | Chinook  |   | CH-47 Chinook   |
|              |                        | A           | V       | - | 8      | B       | Harrier  |   | AV-8B Harrier   |
|              | A                      | C           |         | - | 130    | H       | Spectre  |   | AC-130H Spectre |